# Sociedade Mineralógica dos Estados Unidos
A Sociedade Mineralógica dos Estados Unidos (em inglês:  Mineralogical Society of America) (MSA) é uma sociedade científica de mineralogia, cristalografia, geoquímica e petrologia. Foi fundada em 1919 e representa os Estados Unidos em grêmios internacionais sobre mineralogia. É reconhecida desde 1959 como organização sem fins lucrativos. É sediada em Chantilly, Virgínia.
Publica o American Mineralogist (desde 1919), a série de livros Reviews in Mineralogy (a partir de 1974), o periódico The Lattice e co-edita o periódico Elements: An International Magazine of Mineralogy, Geochemistry, and Petrology.
Seu prêmio mais significativo é a Medalha Roebling. Sua reunião anual ocorre juntamente com a correspondente reunião da Sociedade Geológica da América.